# Angelologia

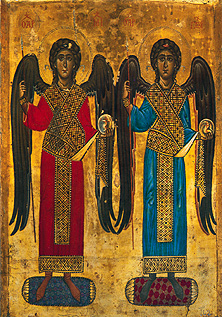
Figura medieval do arcanjo Miguel e o anjo Gabriel. A Alta Idade Média foi marcada por um intenso interesse angelológico em relação aos arcanjos e anjos.

Angelologia ou angeologia é um ramo da teologia que estuda os anjos. Como os Pais da Igreja (com exceção de Orígenes de Alexandria) não demonstravam interesse especial pela natureza dos anjos, pode-se dizer que as bases das doutrinas angelológicas ocidentais foram formuladas por Santo Agostinho no século IV d.C.
Segundo o pensador cristão, os anjos teriam uma natureza puramente espiritual e livre. Comentando o Gênesis, Agostinho definiu as funções destes seres celestes, que seriam responsáveis pela glorificação de Deus e pela transmissão da vontade divina. De acordo com a doutrina angelológica agostiniana, os anjos estariam voltados tanto para o mundo espiritual quanto para o mundo visível, no qual interviriam com certa frequência. Para Agostinho, os homens e os anjos tinham semelhanças notáveis, tendo ambos sido criados à imagem de Deus. Ademais, ambos seriam criaturas inteligentes. Porém os anjos sendo imateriais e os homens feitos de matéria.
Mais tarde, Gregório Magno acrescentou algumas noções angelológicas ao pensamento agostiniano. Segundo ele, o homem teria como função ocupar no Céu os lugares abandonados por anjos caídos. Gregório Magno também foi responsável por introduzir no Ocidente a lista dos nove coros celestes (serafins, querubins e tronos, dominações, potestades e virtudes, principados,  arcanjo   e anjos). No começo do século IX d.C., o texto "A Hierarquia Celeste", atribuído a Dioniso, o Areopagita, consolidou a noção de hierarquia angelical.
No século XI, o pensamento teológico sobre os anjos sofreu mudanças. Santo Anselmo rejeitou as relações de causalidade entre a queda dos anjos e a criação de Adão. A teologia de São Bernardo conferiu aos anjos um papel essencial na ascensão mística, uma vez que esses seres celestes seriam responsáveis por preparar a alma para a visão de Deus. Nessa época, emerge a figura do anjo da guarda individual.
No século XV, a devoção aos anjos da guarda individuais se torna regra, e a teologia passa a se ocupar desse aspecto da essência angelical. A teologia dos anjos sofre importantes mudanças e é retomada por pensadores como Vicente Ferrer, João Gerson e Ludolfo da Saxônia.
Hoje, as diferentes denominações tem diferentes tratamentos e níveis de atenção dados a doutrina. Enquanto algumas igrejas os reverenciam e os admiram, outras evitam o tópico, associando-os a idolatria e desvio de foco de atenção, mentiras, falsos sinais, e desordem de culto.
Dentre os anjos, normalmente são classificados como bons ou maus, fiéis ou rebeldes. Os últimos, também chamados de anjos caídos, e de demônios, são extremamente mal vistos na maioria das denominações, postos como inimigos de Deus e do seu povo.
Os anjos de nomes conhecidos na Bíblia incluem Miguel, Rafael, Gabriel e Lúcifer.
A teologia pentecostal de algumas igrejas tem classificado muitas vezes anjos como seres sem sentimento, ou livre arbítrio, como já tendo-o usado e agora não podendo tomar mais decisões próprias, sendo os fiéis principalmente mensageiros, e que não entram em contacto com o ser humano, salvo em raras exceções. O desejo de salvar anjos caídos teve pouco estudo até hoje, sendo um dos que creram nessa hipótese Orígenes. Atualmente, há poucos pastores que concordam com a possibilidade de conversão de anjos caídos. A "Teoria da Salvação Total", recentemente proposta por um estudante de teologia, é uma nova tentativa de converter esse tipo de criatura, que estaria condenada, segundo a Bíblia. Por isso se diz que os demônios não podem ouvir  um crente a orar ou louvar.